# Johann Friedrich Fasch
Johann Friedrich Fasch (* 15. April 1688 in Buttelstedt; † 5. Dezember 1758 in Zerbst) war ein deutscher Komponist der Barockzeit.

## Leben

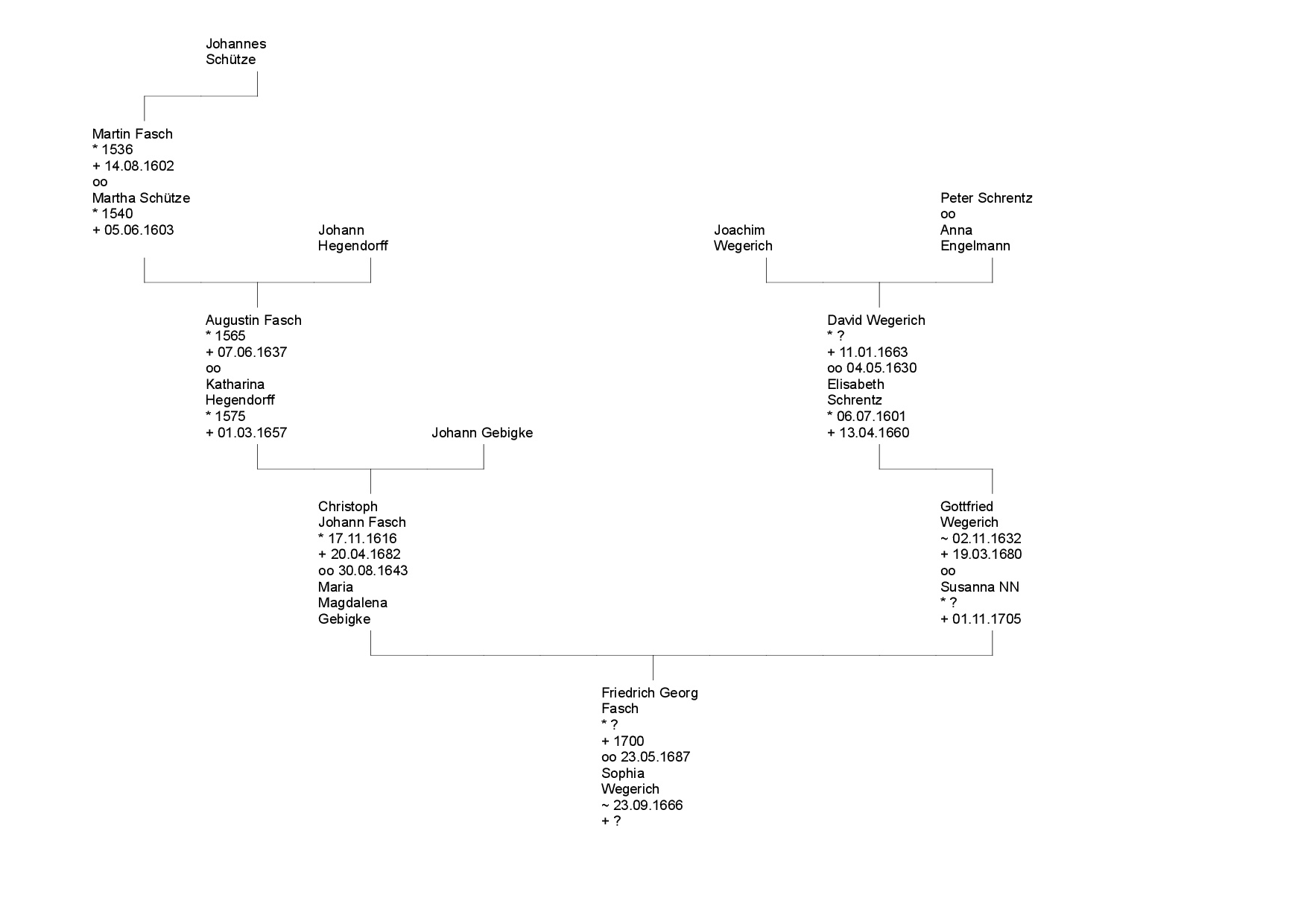
Vorfahren von Johann Friedrich Fasch

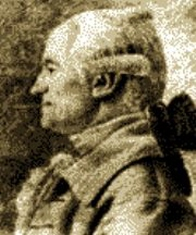
Porträt des Sohnes von Johann Friedrich Fasch. Von ihm selbst hat sich kein Bildnis erhalten.

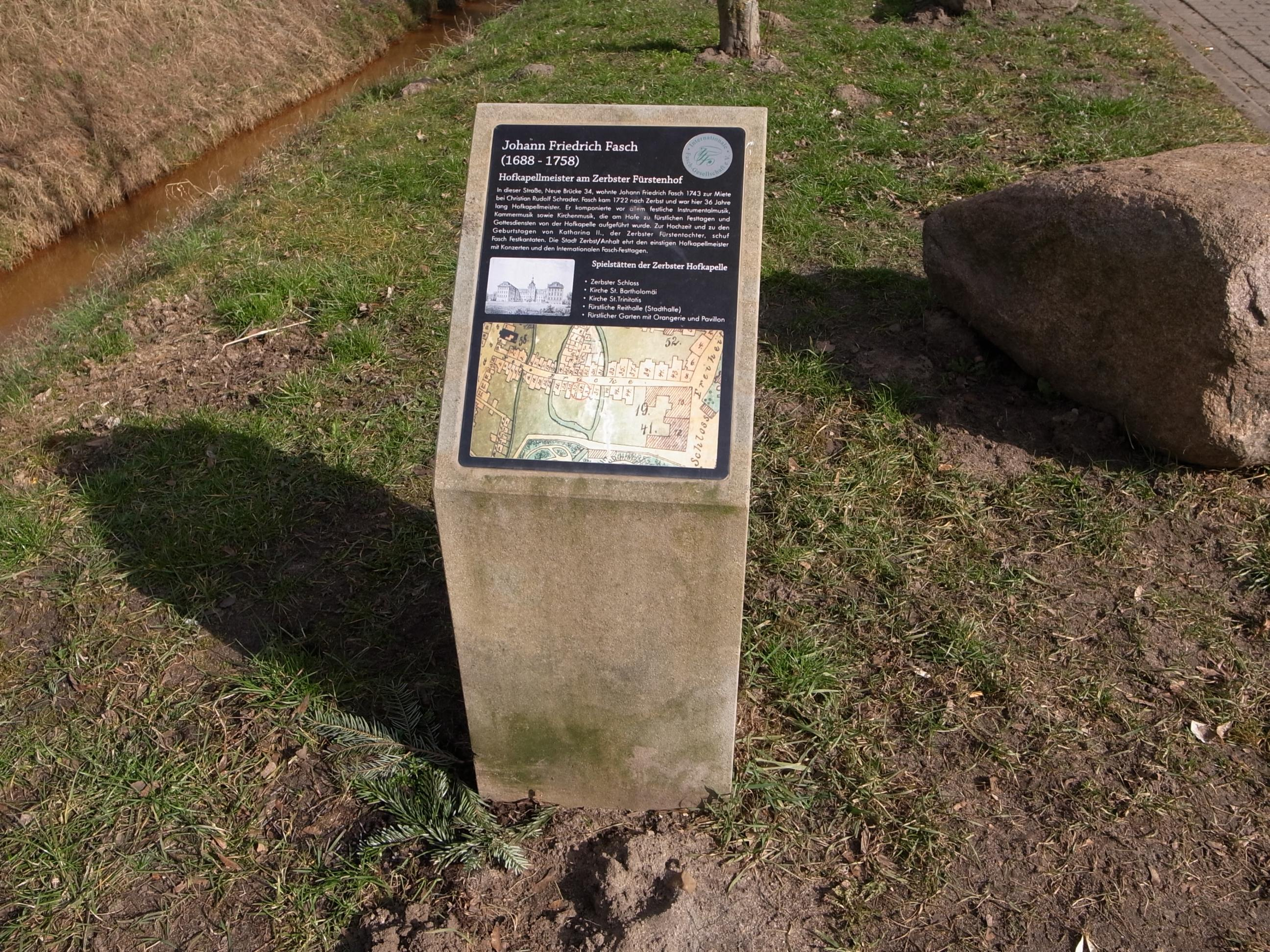
Gedenkstein in Zerbst (Foto: 2015)

Johann Friedrich Fasch war das erste Kind des Schuldirektors Friedrich Georg Fasch. Die Mutter war Sophia Wegerich aus Leißling bei Weißenfels. Die meisten seiner bekannten männlichen Vorfahren waren Pfarrer bzw. Kantoren aus dem sächsischen und thüringischen Raum. Nach dem Tod seines Vaters im Jahr 1700 kam Fasch zum Bruder seiner Mutter, dem Pfarrer Gottfried Wegerig in Teuchern. Als Knabe war Fasch Sänger in Weißenfels und im Leipziger Thomas-Alumnat unter Thomaskantor Johann Kuhnau. Nachdem er 1711 und 1712 schon Opern für das Naumburger Opernhaus geschrieben hatte (bzw. im Orchester des Opernhauses am Brühl gespielt hatte), begab er sich 1714 nach Darmstadt, um dort bei Christoph Graupner und Gottfried Grünewald Komposition zu studieren. Von 1715 bis 1719 bekleidete er den Posten eines „Secretairs“ und Kammerschreibers in Gera, von 1719 bis 1721 war er Organist und Stadtschreiber in Greiz. Danach ging er als Kapellmeister der Grafen Morzin nach Prag. 1722 wurde er Hofkapellmeister in Zerbst. Am 18. November 1736 wurde dort sein Sohn Carl Friedrich Christian Fasch geboren.
Von ca. 1728 bis 1755 organisierte er einen „Musicalien-Wechsel“ von Zerbst aus, u. a. mit Kollegen in Dresden und Darmstadt. Im Alter von 70 Jahren starb er am 5. Dezember 1758 in Zerbst.

## Werk
Faschs Orchestersprache steht dem klassischen Idiom bereits nahe. Wegweisend war seine Musik durch die bevorzugte Bläserbesetzung und die motivische Arbeit. Er hinterließ zahlreiche Werke: 121 Geistliche Kantaten, 82 Ouvertürensuiten, 67 Konzerte, 32 Sonaten und 19 Sinfonien sind erhalten.
Johann Friedrich Fasch schätzte vor allem die Kompositionen von Antonio Vivaldi und Georg Philipp Telemann. Dies geht aus dem höfischen Inventarverzeichnis der „Concert-Stube“ (1743) hervor.
Faschs Ouvertürensuiten sind durch „gezielte Auswahl und planvolle Abfolge der Einzelsätze“ bestimmt. Im raschen Mittelteil des Eröffnungssatzes gibt es an Stelle der fugierten Schreibweise, wie sie in der französischen Ouvertüre üblich war, mitunter eine Entwicklung kleiner melodischer Bausteine. Diese können in den Konzerten das Ritornell-Prinzip mit den Kontrasten von Tutti und Solo auflösen und dort eine Vorform der motivisch-thematischen Arbeit bilden. Zu den Charakteristika seiner Musik gehören ferner harmonische „Widerborstigkeiten“, die zwar „falsch“ klingen, „im Zusammenhang betrachtet aber dem Ganzen die eigentliche Würze geben“ oder wiederholte melodische Figuren, „die auf der Stelle zu treten scheinen“.
Unter Faschs Triosonaten stehen kontrapunktisch gestaltete wie das Kanon-Trio d-moll am italienischen Divertimento orientierten mit galanten Affettuososätzen gegenüber.
Von Faschs vermutlich über 1000 Kantaten wird der Verlust auf über 90 % geschätzt, zumindest zehn Kantatenjahrgänge sind nachweisbar. Die Messen für Solostimmen, Chor und Orchester sind als Folge eigenständiger Nummern konzipiert und wenden sich mit großflächiger Harmonik und Instrumentalfiguren wie Dreiklangsbrechungen und Trommelbässen vom barocken Klangbild ab.
Die Benennung der Kompositionen Faschs erfolgte lange Zeit nach dem Werkeverzeichnis Rüdiger Pfeiffers mit dem Kürzel „FWV“. Gottfried Gille erstellte im Auftrag der Internationalen Fasch-Gesellschaft ein neues, nunmehr chronologisch angelegtes Werkeverzeichnis unter dem Titel „Fasch-Repertorium“ (Kürzel: „FR“), zunächst von Faschs Vokalwerken. Es ist online in der Aktualisierung von 2019/20 zu finden.
- Lateinische Vokalmusik
- Opern (nicht erhalten), darunter Lucius Verus bzw. Berenice nach Apostolo Zeno
- Opern Clomire (1711), Dido (1712) und Margenis
- Kantaten (acht Jahrgänge, ca. 90 % der Kirchenmusiken sind aber verloren)
- Passionsmusik, darunter Mich vom Stricke meiner Sünden (Brockes-Passion)[12]
- Orchestersuiten
- Konzerte, darunter auch Konzerte für Laute und Streichorchester[13]
- Sinfonien
- Triosonaten

## Nachwirken
Der Großteil erhaltener Werke von Johann Friedrich Fasch befindet sich in der Musikabteilung der SLUB Dresden und in der Universitäts- und Landesbibliothek Darmstadt.
Ihm zu Ehren werden seit 1983 in Zerbst alle zwei Jahre die Internationalen Fasch-Festtage im Rahmen der Musikfeste Sachsen-Anhalt veranstaltet.
Dazu wird seit 1991 der Johann-Friedrich-Fasch-Preis verliehen.